# Пещани (община Прилеп)
 Тази статия е за прилепското село.  За охридското вижте Пещани (община Охрид).  
Пещани (на македонска литературна норма: Пештани) е село в южната част на Северна Македония, община Прилеп.

## География
Селото е разположено в подножието на Дрен планина, в северния край на областта Мариово, южно от общинския център Прилеп. Селото е на надморска височина от 670 m. Землището му е 18,5 km2 – пасища 1297 ha, обработваеми земи 389 ha. Близо до селото в западна посока е манастирът „Свети Илия“.

## История

### Етимология
Според академик Иван Дуриданов името е първоначално жителско име със суфикс -jane от старобългарското пешть, „пещера“, „пещ“. Според него е малко вероятно етимологията да е от пясък, стбългарски пэсъкъ с -шт- от -skj-, тъй като форма *Пэштани не е засвидетелствана.

### В Османската империя
| Османски статистики        | Ханета | Неженени | Вдовици | Годишен приход |
| -------------------------- | ------ | -------- | ------- | -------------- |
| Дефтер № 4 от 1476/77 г.   | 11     |          | 1       | 936            |
| Дефтер № 16 от 1481/82 г.  | 17     |          |         | 831            |
| Дефтер № 73 от 1519 г.     | 46     | 5        | 3       | 2476           |
| Дефтер № 149 от 1528/29 г. | 32     | 9        |         | 2261           |
| Дефтер № 232 от 1544/45 г. | 30     | 5        | 1       | 1200           |

В списък (иджмал дефтер) на джизието на немюсюлманите от селата от вакъфите на починалия султан Сюлейман в Морихова от 14 февруари 1628 година е отбелязано село Пещан с 10 ханета (домакинства).
Селото е споменато в Трескавецкия поменик в XVII – XVIII век.
В XIX век Пещани е изцяло българско село в Прилепска кааза, Мориховска нахия на Османската империя. В „Етнография на вилаетите Адрианопол, Монастир и Салоника“, издадена в Константинопол в 1878 година и отразяваща статистиката на населението от 1873 година, Пещани (Peschtani) е посочено като село с 40 домакинства и 192 жители българи и 3 цигани.
Според статистиката на Васил Кънчов („Македония. Етнография и статистика“) от 1900 година Пещани има 280 жители, всички българи християни.
На Етнографската карта на Битолския вилает на Картографския институт в София от 1901 година Пещани е чисто българско село в Прилепската каза на Битолския санджак с 38 къщи.
В началото на XX век българското население на селото е под върховенството на Българската екзархия. По данни на секретаря на екзархията Димитър Мишев („La Macédoine et sa Population Chrétienne“) през 1905 година в Пещани има 304 българи екзархисти. Към 1906-1907 година енорийски свещеник в Пещани, Кокре и Кален е Петър Поптрайков.
Според Георги Трайчев Пещани има 45 къщи с 280 жители българи.
При избухването на Балканската война в 1912 година 1 човек от Пещани е доброволец в Македоно-одринското опълчение.

### В Сърбия, Югославия и Северна Македония
След Междусъюзническата война в 1913 година селото попада в Сърбия.
Преброявания
| Националност     | 1948 | 1953 | 1961 | 1971 | 1981 | 1991 | 1994 | 2002 |
| ---------------- | ---- | ---- | ---- | ---- | ---- | ---- | ---- | ---- |
| Общо             | 190  | 221  | 210  | 149  | 63   | 29   | 18   | 20   |
| северномакедонци |      | 221  | 209  | 149  | 62   | 29   | 18   | 20   |
| албанци          |      | 0    | 0    | 0    | 0    | 0    | 0    | 0    |
| турци            |      | 0    | 0    | 0    | 0    | 0    | 0    | 0    |
| роми             |      | 0    | 0    | 0    | 0    | 0    | 0    | 0    |
| власи            |      | 0    | 0    | 0    | 0    | 0    | 0    | 0    |
| сърби            |      | 0    | 1    | 0    | 0    | 0    | 0    | 0    |
| бошняци          |      | 0    | 0    | 0    | 0    | 0    | 0    | 0    |
| други            |      | 0    | 0    | 0    | 1    | 0    | 0    | 0    |

## Личности
Родени в Пещани
- Цвятко Георгиев, македоно-одрински опълченец, 34-годишен, земеделец, 1 рота на 10 прилепска дружина[11]
- Петко Димитров Петков, кметски наместник в периода от 1941 до 1944 година[12]